# Josephine Hill
Josephine Hill (3 de octubre de 1899-17 de diciembre de 1989) fue una actriz de la era del cine mudo que actuó en 107 películas entre 1917 y 1933.

## Biografía
Josephine Hill nació el 3 de octubre de 1899 en San Francisco, California. Inició su carrera trabajando en un teatro de vodevil de Gus Edwards. Su debut fue en el serial cinematográfico Voice on the Wire, en 1917, junto a Ben F. Wilson y Neva Gerber y producida por Universal Pictures. Realizó varios cortometrajes para Edgar Lewis Productions. En 1920, actuó en la película Parlor, Bedroom and Bath, producida por Metro Pictures Corporation. Se retiró en 1933, siendo su última película Pop's Pal.

## Vida personal y muerte
Hill se casó con Jack V. Brown en una fecha desconocida. En 1920 se casó con el actor de wéstern Jack Perrin y se divorciaron en 1937, la pareja tuvo una hija llamada Patricia.
Hill murió el 17 de diciembre de 1989 a los 90 años en Palm Springs, California y fue enterrada en el Desert Memorial Park en Cathedral City, California.

## Filmografía
- The Voice on the Wire (1917)
- The Fighting Heart (1919)
- The Four-Bit Man (1919)
- The Jack of Hearts (1919)
- The Face in the Watch (1919)
- The Tell Tale Wire (1919)
- The Lone Hand (1919)
- The Double Hold-Up (1919)
- The Jay Bird (1920)
- West Is Best (1920)
- The Sheriff's Oath (1920)
- Parlor, Bedroom and Bath (1920)
- Burnt Wings (1920)
- Night Life in Hollywood (1922)
- Winning a Woman (1925)
- Josselyn's Wife (1926)
- Two-Gun of the Tumbleweed (1927)
- Heroes of the Wild (1927)
- The Sky Rider (1928)
- Silent Sentinel (1929)
- The Kid from Arizona (1931)
- Wild West Whoopee (1931)
- West of Cheyenne (1931)